# Gotska abeceda
Gótska abecéda (tudi gótica) je abeceda, s katero je škof Ulfilas (ali Wulfila)  v 4. stoletju zapisal svoj prevod Nove zaveze v gotščino. Gotsko abecedo je razvil na podlagi grške abecede.
Opozorilo: Te pisave se ne sme zamenjati s poznejšo gotico, ki so jo uporabljali zlasti Nemci.